# 车轴草醇
车轴草醇（也音译为帕累托，化学名：7-羟基-4'-甲氧基黄酮，7-Hydroxy-4′-methoxyflavone）是一种黄酮类化合物，属于7,4'-二羟基黄酮的4'-O-甲基化黄酮，分子式C16H12O4，存在于干花豆（学名：Fordia cauliflora）、毛泡棘豆（学名：Oxytropis trichophysa）、多序岩黄芪（学名：Hedysarum polybotrys）、小叶锦鸡儿（学名：Caragana microphylla）等植物中。